# 摩比發展
摩比發展有限公司，簡稱摩比發展（英語：MOBI Development Co., Ltd.，港交所：0947），則在1999年由胡翔（董事長及首席執行長）創立，名為「摩比天线技术(深圳)有限公司」。
現時在中國內地經營移动通信射频产品研发、生产和销售，包括天綫、電纜等產品，招股價為3.5港元，發行股份為175,515,000股，集資額為614,302,500港元，而股份則在2009年12月17日於香港交易所主板上市。
總部位於中国深圳特区南山区高新技术产业园北区朗山一路摩比大厦，以及香港灣仔告士打道38號美國萬通大廈19樓1902室。

## 連結
- Mobi-Antenna.com （页面存档备份，存于）